# Highway 61 Revisited (песня)
«Highway 61 Revisited» — песня американского певца и музыканта Боба Дилана с его одноимённого альбома 1965 года (Highway 61 Revisited). В том же году вышла на стороне «Б» сингла с песней «Can You Please Crawl Out Your Window?».
В 2004 году журнал Rolling Stone поместил песню «Highway 61 Revisited» в исполнении Боба Дилана на 364-е место своего списка «500 величайших песен всех времён». В списке 2011 года песня находилась на 373-м месте.

## Ссылка
- Текст песни «Highway 61 Revisited» на официальном сайте Боба Дилана